# Rozjemca
Rozjemca (ang. The Peacekeeper, znany również jako Hellbent) – amerykańsko-kanadyjski film sensacyjny z 1997 roku w reżyserii Frédérica Forestiera. Wyprodukowany przez October Films.

## Opis fabuły
Majorowi Frankowi Crossowi (Dolph Lundgren) grozi sąd wojskowy za złamanie rozkazów przełożonych. Wstawia się za nim jednak prezydent Stanów Zjednoczonych. W zamian Frank musi pokrzyżować plany terrorystów, którzy przechwycili teczkę zawierającą kody uruchamiające amerykański potencjał nuklearny. Mężczyzna zgadza się.

## Obsada
- Dolph Lundgren jako major Frank Cross
- Michael Sarrazin jako pułkownik Douglas Murphy
- Montel Williams jako pułkownik Northrop
- Roy Scheider jako prezydent Robert Baker
- Christopher Heyerdahl jako Hettinger
- Allen Altman jako McGarry
- Martin Neufeld jako Decker
- Monika Schnarre jako Jane
- Tim Post jako Nelson
- Carl Alacchi jako Holbrook
- Chip Chuipka jako Davis
- Roc LaFortune jako Abbott
- Gouchy Boy jako Robinson
- Phil Chiu jako Kong

i inni